# Зеленський Тимофій Петрович
Тимофій Петрович Зеленський (нар. 1884, місто Харків, тепер Харківської області — розстріляний 2 вересня 1937, Київ) — український радянський діяч, 2-й секретар Харківського окружного комітету КП(б)У. Член ЦК КП(б)У в листопаді 1927 — травні 1937 р. Член Організаційного бюро ЦК КП(б)У в червні 1930 — червні 1933 р.

## Біографія
Народився в робітничій родині. Освіта початкова: закінчив церковно-приходську школу. З тринадцятирічного віку працював на скляному заводі. Потім — робітник-котельник Харківського паровозобудівного заводу. У 1901 році за революційну діяльність і організацію «майовки» вперше був ув'язнений царською владою.
Член РСДРП(б) з 1903 року.
У 1903 та 1907 роках арештовувався за революційну діяльність, після чого був висланий за межі Харківської губернії.
У 1917 року — активний учасник революційних подій у місті Харкові, діяч Основ'янської організації РСДРП(б) міста Харкова. З 1918 року — у червоних партизанських загонах, в Червоній армії, був політичним комісаром залізничних вузлів.
З 1924 року — відповідальний секретар Петинського районного партійного комітету КП(б)У міста Харкова, З 1925 року — відповідальний секретар Червонозаводського районного партійного комітету КП(б)У міста Харкова, директор тютюнової фабрики в Харкові.
6 листопада 1927 — серпень 1930 року — 2-й секретар Харківського окружного комітету КП(б)У. З 1930 року — 1-й секретар Червонозаводського районного комітету КП(б)У міста Харкова.
До березня 1931 року — 2-й секретар Харківського міського комітету КП(б)У.
З березня 1931 по липень 1932 року — партійний організатор КП(б)У Південної залізниці у Харкові.
У липні 1932—1933 року — секретар Донецького обласного комітету КП(б)У з транспорту.
У 1933—1934 роках — 1-й секретар Кременчуцького міського комітету КП(б)У Харківської області.
З 1934 року — знову 1-й секретар Червонозаводського районного комітету КП(б)У міста Харкова.
Потім — в резерві Харківського обласного комітету КП(б)У.
16 липня 1937 року заарештований органами НКВС. Розстріляний 2 вересня 1937 року в Києві. Посмертно реабілітований 8 грудня 1956 року.